# Emanuel Sperner
Emanuel Sperner (Waltdorf, próximo a Nysa, 9 de dezembro de 1905 — 31 de janeiro de 1980) foi um matemático alemão.
Nasceu em Waltdorf (próximo a Nysa, Alta Silésia, atualmente Polônia), e morreu em Sulzburg, Alemanha. Estudou na Universidade de Hamburgo, onde seu supervisor foi Wilhelm Blaschke. Foi professor na Universidade de Königsberg em 1934, de 1943 a 1945 na Universidade de Estrasburgo, de 1946 a 1949 na Universidade de Freiburg, de 1949 a 1954 na Universidade de Bonn e de 1954 a 1974 na Universidade de Hamburgo.